# Daltonia armata
Daltonia armata là một loài rêu trong họ Daltoniaceae. Loài này được E.B. Bartram mô tả khoa học đầu tiên năm 1944.